# 比亜迪汽車
比亜迪汽車工業有限公司（略称：BYD Auto、簡体字中国語: 比亚迪汽车、繁体字中国語: 比亞迪汽車、拼音: Bǐyàdí Qìchē）は、広東省深圳市に拠点を置く中華人民共和国（中国）の自動車メーカー。会社の理念は「技術為王、創新為本」（革新を基本とし、技術で王になる）。
2023年10 - 12月期の二次電池式電気自動車（BEV）の世界販売台数では米テスラを上回り首位となった。2023年（令和5年）1月、日本国内で乗用車の販売を開始した。

## 概要

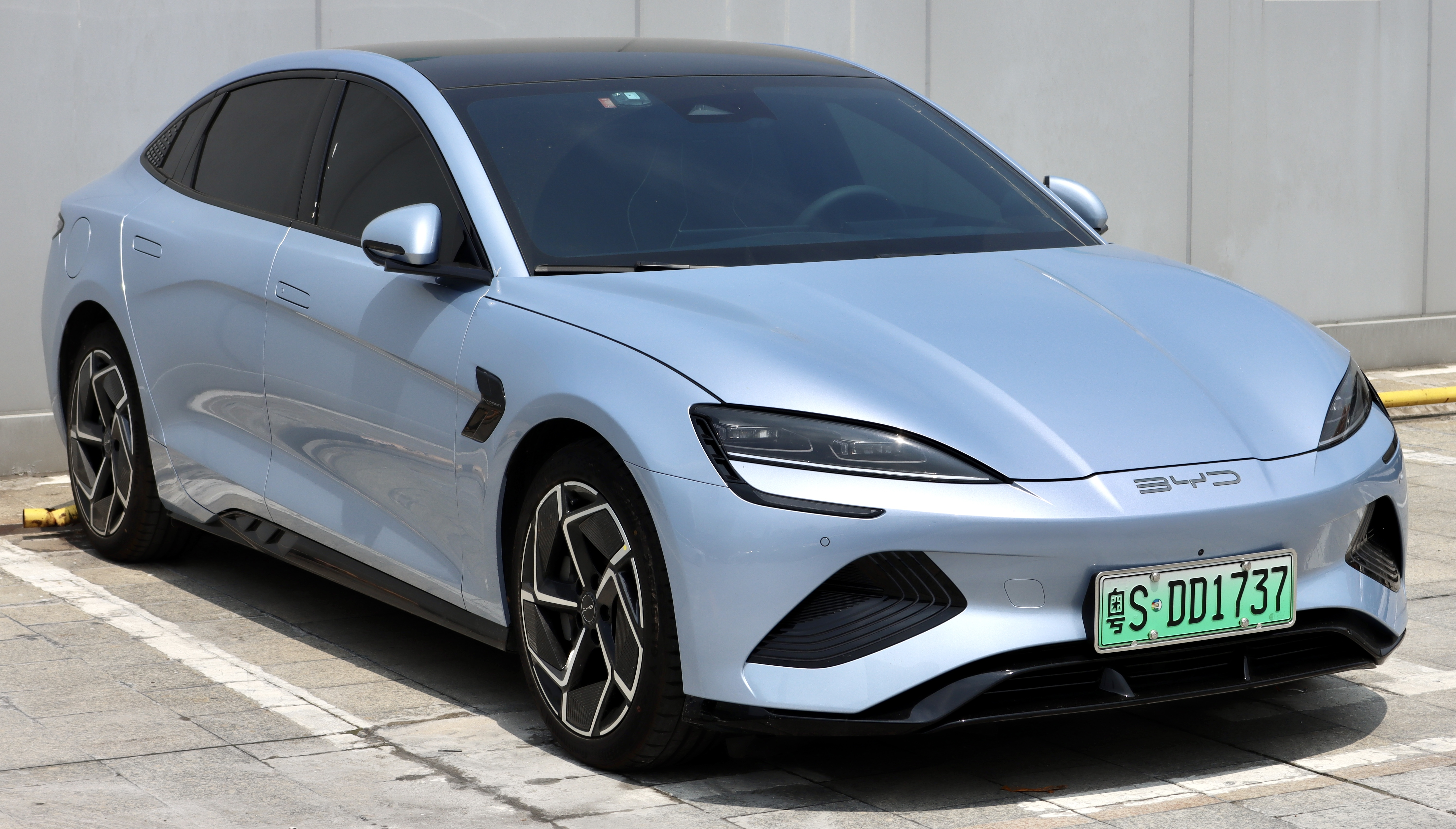
BYD・シール

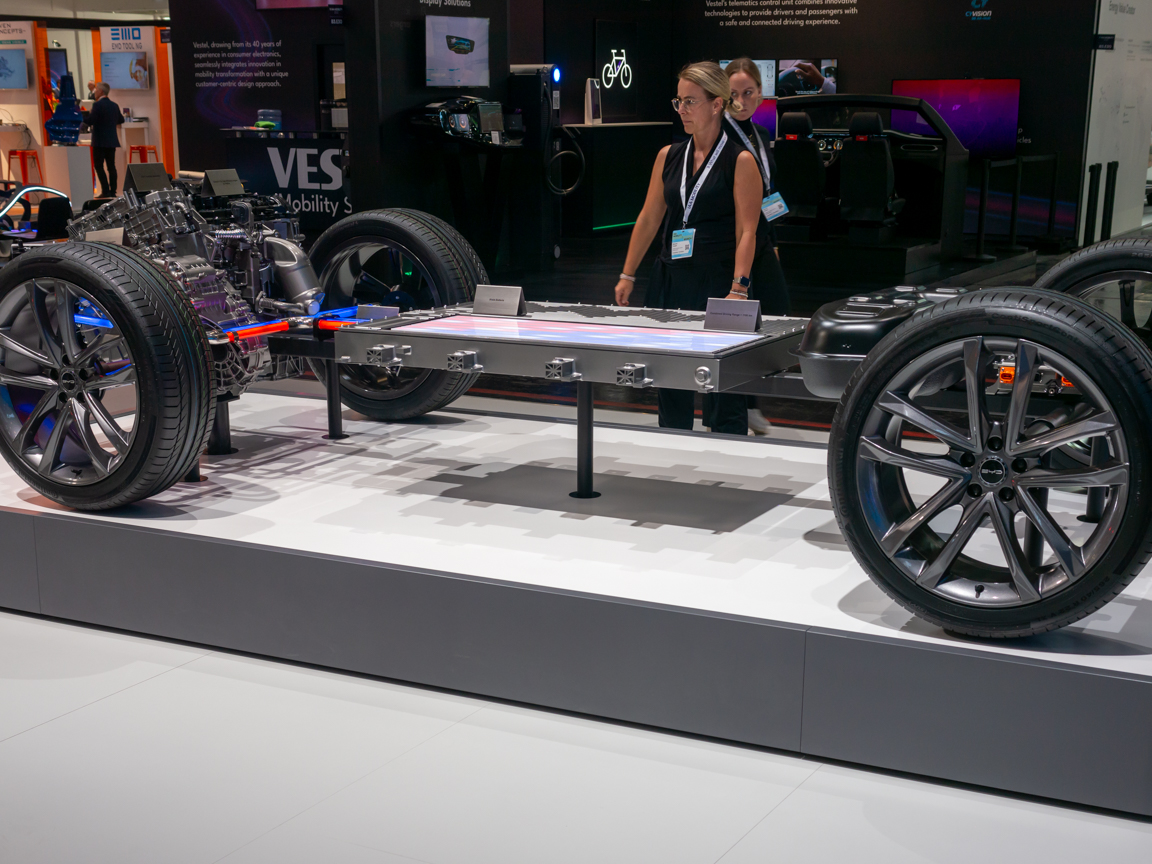
独自開発の電池「ブレード・バッテリー」

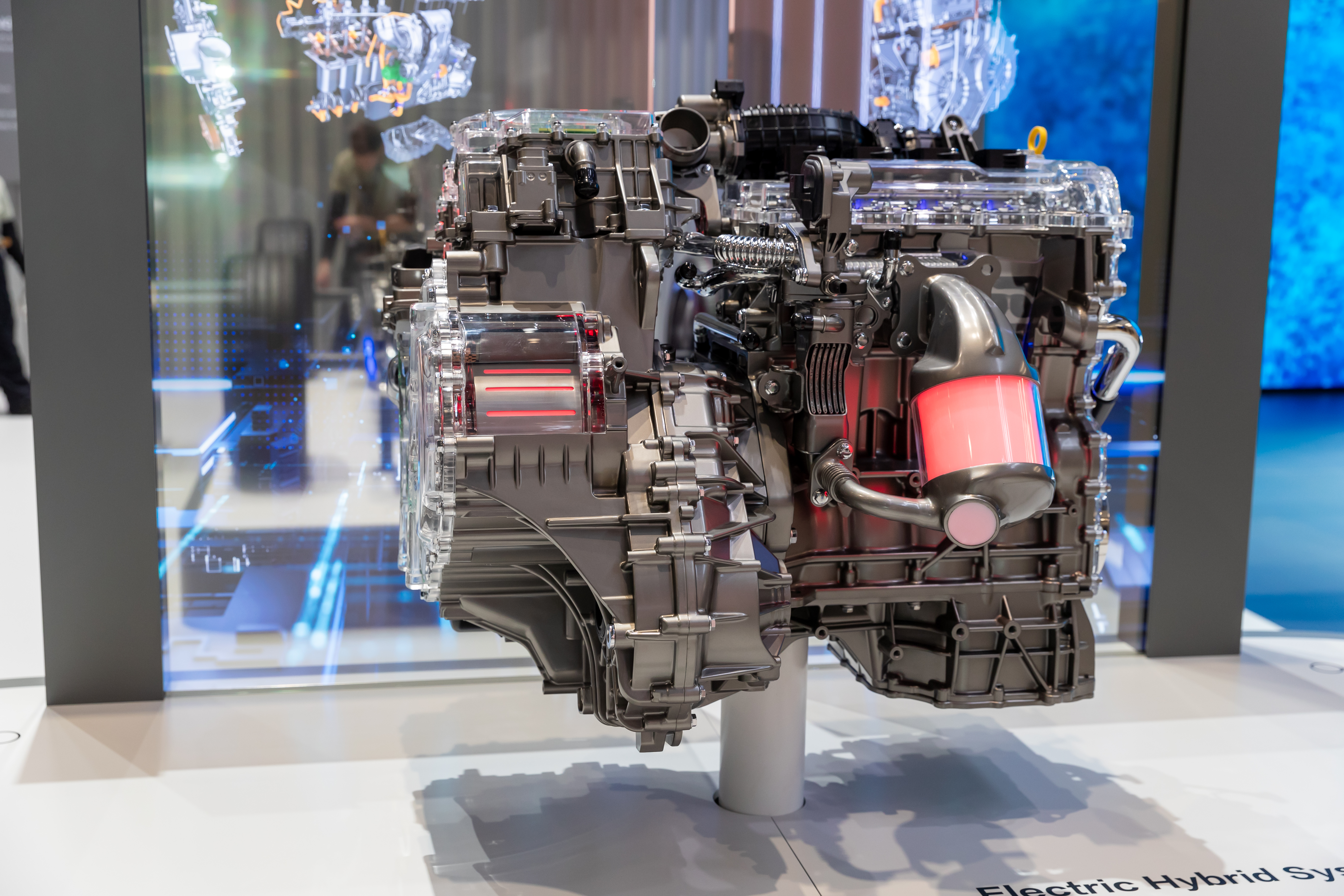
BYD DM-i パワートレイン

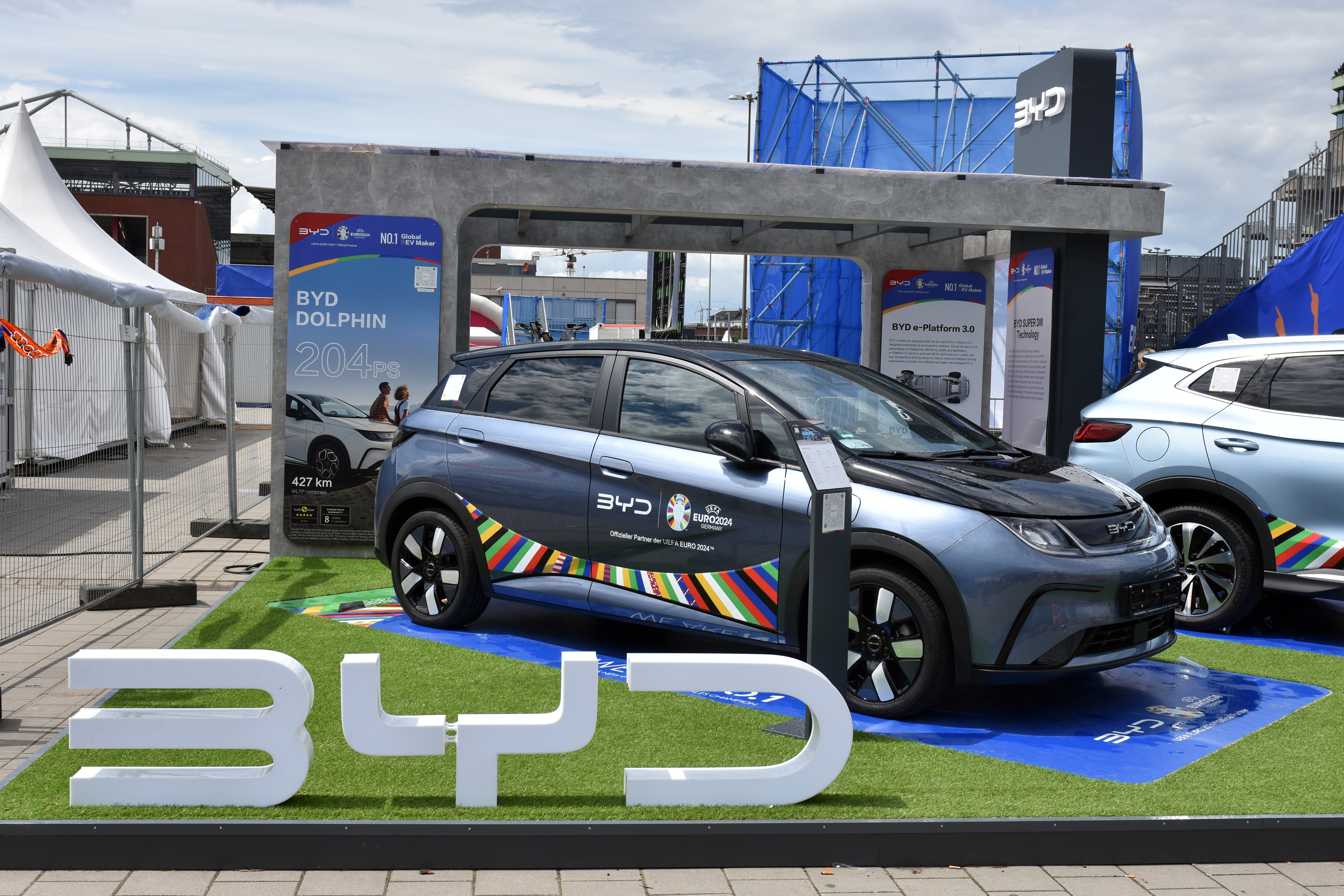
UEFAユーロ2024での展示（ドイツ・ハンブルク）

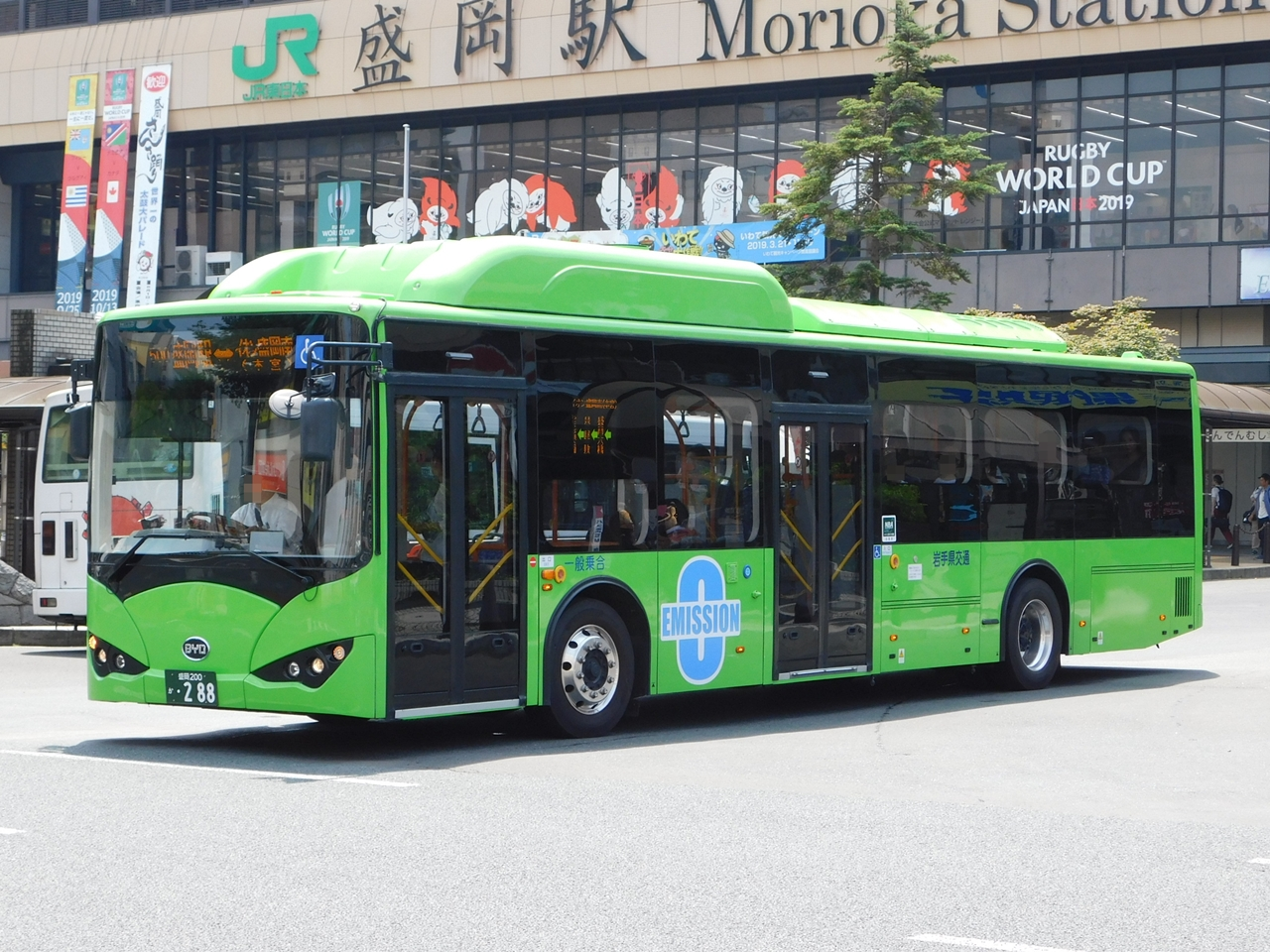
BYD・K9バス（岩手県交通）

比亜迪汽車（BYD Auto）は、1995年に設立された中国のバッテリーメーカー比亜迪股份有限公司（BYD Company）の子会社として2003年に設立され、自動車事業に参入した。BYDは原材料の調達からバッテリー製造、車両組立まで一貫して行う垂直統合型のビジネスモデルにより生産コストを抑え、中国国内のBEV・PHEVカテゴリで高い競争力を持つ。
2020年に「ブレード・バッテリー」と呼ばれる自社開発のリン酸鉄リチウムイオン電池（LFP電池）を発表した。三元系リチウムイオン二次電池と比較して高い安全性、長寿命、コスト効率を強みとする。これらの電池はトヨタ自動車やテスラの車種へも納入実績があるとされる。
2023年の世界販売台数は約302万台で、前年比62 %増の急成長を遂げている。販売の8割以上は中国市場であるものの、世界の自動車メーカーとの比較では、独メルセデス・ベンツやBMWを超え、世界販売台数トップ10に入る水準に達している。
創業者で現会長の王伝福は、2009年度版の胡潤百富榜の評価では総資産350億元（日本円で約4,556億円）と、中国一の資産家であった。2024年時点では142億ドル（約2兆1000億円）で中国国内10位であった。

### 沿革
会社の前身は、中小自動車メーカーの西安秦川汽車有限公司であり、経営危機に陥った同社を比亜迪が2003年に買収した後、新会社として設立された。これによりBYDは自動車製造のライセンスと既存の生産設備を獲得した。
2005年に最初の自社ブランド車「F3」を発売し、2008年12月15日には世界初の量産型プラグインハイブリッドカー「BYD F3DM」を発売した。
2010年4月1日、日本の金型メーカーオギハラの館林工場（群馬県）を買収し、館林工場の土地、建物、設備と従業員約80人を引き継いだ。これによりオギハラが開発した金型を中国本土に持ち込み、BYDへの技術移転が進められた。
2016年にはアルファロメオ、アウディ、フォルクスワーゲン、セアトのチーフデザイナーなどを歴任したヴォルフガング・エッガーら、欧州のデザイナーを迎え、カーデザイン（スタイリング）の向上が図られた 。デザインコンセプトに「海洋美学」を掲げ、クルマの顔とも言えるフロントエンドを「オーシャンX（エックス）フェイス」と名付けたX字形をモチーフとした造形としている。
2021年には新たなBEV向けプラットフォーム「e-Platform3.0」を発表した。
中国政府のEVへの補助金を活用し、中国国内と一部中国国外にも積極的に販売している。2016年時点でBEVの販売数では世界一である。2020年代においてもEVの世界販売台数で米・テスラと1、2位を争う関係にある。
2024年の新車販売台数は過去最高を更新し、長く中国自動車最大手の座にあった上海汽車集団の年間販売を抑え、グループ企業を含めた中国国内メーカー別販売台数で初めて首位に立った。

### 国際展開
2020年代に入り、BYDは乗用車市場での海外展開を加速させている。特にオーストラリア、タイなどのBEV市場で販売シェアを高めている。
2022年、初の中国国外完成車工場をタイに建設することを決定、WHAグループと工場用地の購入などに関わる契約を結んだ。2024年の操業開始を予定しており、右ハンドル車を中心に年間約15万台を生産し、タイ国内および近隣諸国向けに出荷する計画である。 また、同年10月にはドイツのレンタカー会社シクストとパートナーシップ協定を締結したと発表。ドイツ、オランダ、フランス、イギリスで運用を開始する予定。
北米市場への本格参入も検討中であり、メキシコでの生産拠点設立を視野に入れている。
欧州市場では、中国産EVに対して欧州委員会による追加関税が2024年7月から課されることが決定されるなど、障壁が多い。ただし、BYDは対象企業の中で最も低い17.4 %と設定されており、欧州での利益率の高さから影響は少ないとの見方もある。
2024年上半期の海外販売台数は27万台で、全体に占める割合は14 %であったが、2030年までに海外比率を50 %まで高める見通しを示した。
はい、承知いたしました。ご指定のテキストを基に、Wikipedia日本語版の記事を作成します。
コード スニペット
迪鏈（ディーチェーン、Di-Chain）は、中国の電気自動車（EV）大手BYDが展開する独自のサプライチェーン金融（SCF）プラットフォームである。BYDの急成長と市場支配を支える強力なツールであると同時に、金融リスクを内包する二面性を持つ。

## 迪鏈（Dチェーン）
BYDは迪鏈（Dチェーン）と呼ばれる、独自のサプライチェーン金融を確立している。これは、BYDがサプライヤーへの支払いを現金ではなく、将来の特定日に支払うことを約束する「電子債権憑証」と呼ばれる独自のデジタル債務証書（IOU）で行うサプライチェーン金融（SCF）システムである。このモデルは、BYDの垂直統合戦略と価格戦略を可能にする重要な原動力であり、運転資本コストと信用リスクをサプライヤーに組織的に転嫁することで実現されている。
迪鏈の「電子債権憑証」は、法的な性質において、迪鏈は中国の「票據法（手形法）」に準拠する標準的な商業手形（商票）とは根本的に異なり、BYDとサプライヤー間の私的な信用契約であるため、伝統的な金融商品が持つ法的保護や監督の枠外に存在する。プラットフォームの規模は絶大であり、2024年時点で累計承認額は4000億人民元を突破し、1万社以上のサプライヤーにサービスを提供、新エネルギー車産業チェーンの主要の90%以上をカバーしている。
迪鏈は、公式な短期銀行借入ではなく、「買掛金」や「その他未払金」として分類される。これにより、会社の貸借対照表は実際よりもレバレッジが低いように見え、これらの債務の性質を完全には理解していない投資家を誤解させる可能性がある。

### 迪鏈（Dチェーン）の運用プロセス
1. 発行：BYDがサプライヤーに部品を発注する。納品後、BYDは現金ではなく、自社のプラットフォームを通じてサプライヤーに迪鏈の憑証を発行する[28]。この憑証には、金額、発行日、満期日が明記されている[29]。
2. サプライヤーの選択肢：このデジタル資産を受け取ったサプライヤーには、主に3つの選択肢がある。
  - 満期保有：証憑の満期日（通常、30～60日の信用期間の後にさらに6～8ヶ月）まで待ち、BYDから額面通りの現金を受け取る[25]。これはサプライヤーが現金支払いを受けるまでに8～10ヶ月間も待たされる可能性があることを意味する[30]。これは業界の標準を大幅に上回り、彼らの運転資本に甚大な圧力をかける。
  - 譲渡：保有する迪鏈証憑を、自社のさらに上流のサプライヤーへの支払いに利用する。
  - 早期現金化（割引）：提携する金融機関（ファクタリングサービスを提供する銀行）に憑証を売却し、即座に現金を得る。この場合、7%から10%という高額な手数料が差し引かれる[24]。
3. 金融機関の役割：中国工商銀行（ICBC）、中国建設銀行（CCB）、中国銀行（BOC）、中国農業銀行（ABC）といった主要な国有銀行や、DBS銀行などの国際的な銀行を含む多数の金融機関が、迪鏈プラットフォームと提携し、ファクタリング（保理）サービスを提供している[31]。これらの銀行は、最終的な債務者であるBYDの信用力を基に、割引価格で迪鏈憑証を買い取ることでサプライヤーに流動性を供給する[32]。銀行は憑証自体を保証するのではなく、あくまでBYDへの債権を買い取る形をとる。

### 規制裁定取引の終焉：「銀発〔2025〕77号」通知
迪鏈のようなプラットフォームがもたらすリスクと、中小企業への支払遅延という広範な問題に対応するため、中国人民銀行およびその他の規制当局は「サプライチェーン金融業務の規範化とサプライチェーン情報サービス機関の中小企業融資へのより良いサービス提供の誘導に関する通知」（銀発〔2025〕77号）を公布し、2025年6月15日から施行された。
- 支払期間の義務化：新ルールは、電子証憑の支払期間を「原則として6ヶ月以内、最長でも1年を超えてはならない」と定めている[34]。これはBYDの支払サイクルを短縮させ、同社の主要な無利子キャッシュフロー源を減少させることになる。
- プラットフォームの役割の再定義：規制は、迪鏈のようなプラットフォームが「信用仲介機関」ではなく「情報仲介機関」として機能しなければならないと義務付け、ライセンスなしに金融活動に従事することを明確に禁止している[33]。
- 強制的な非現金支払いの禁止：ルールは、中核企業が「中小企業に各種の非現金支払方式を強制する」ことや、「非現金支払方式を濫用して支払期間を偽装して延長する」ことを禁じている[33]。
- 銀行主導の決済要求：通知は、これらの憑証に関するすべての資金決済を、プラットフォーム自身の口座ではなく、認可された商業銀行を通じて行わなければならないと要求している[33]。これにより、迪鏈が歴史的に回避してきたレベルの透明性と監督が導入されることになる[25]。

## 日本市場への進出
2005年（平成17年）に日本法人を設立し商用車市場に参入したのち、2023年（令和5年）1月には日本市場での乗用車販売を開始した。SUV「ATTO 3」は440万円に設定された。2024年（令和6年）6月までに「ドルフィン」「シール」の合計3車種を投入した。

## 主要株主
世界最大の投資持株会社であるバークシャー・ハサウェイの会長兼CEOのウォーレン・バフェットが、MidAmerican Energy社を通じて親会社の比亜迪に2008年から出資している。「M6」発売のセレモニーには、バフェットと盟友のビル・ゲイツが出席している。

## 車種

### 乗用車
日本市場向けのモデルは欧州の自動車安全性テスト機関ユーロNCAPで5つ星を獲得している。また、自動緊急ブレーキなどのADAS（先進運転支援システム）が標準搭載されている。日本の急速充電規格であるCHAdeMO方式にも対応する。
方程豹(FangChengBao、ファンチェンバオ)、騰勢(denza、tengshi)、仰望(yangwan、ヤンワン)の3つのサブブランドを持ち、幅広い車種展開をしている。これらのブランドの日本への展開はない(2024年12月時点)

#### 日本展開モデル
| 外観 | 車種名         | ボディ形状   | クラスカテゴリー |
| ---- | -------------- | ------------ | ---------------- |
|      | シーライオン 7 | SUV          | ミドルクラス     |
|      | シール         | セダン       | ミドルクラス     |
|      | ATTO 3         | SUV          | ミドルクラス     |
|      | ドルフィン     | ハッチバック | コンパクトクラス |

#### 現行車種
(2021年現在)
- 漢 DM
- 漢 EV
- 宋 PLUS
- 宋 PLUS EV
- 宋 PLUS DM-i
- 宋 Pro
- 宋 Pro (第2世代)
- 宋 Pro EV
- 宋 Pro DM
- 宋 MAX
- 宋 MAX DM
- 宋 MAX EV
- 宋 Classic (2021 Version)
- 唐 EV (2021 Version)
- 唐 (2021 Version)
- 唐 DM
- 唐 DM-i (2021 Version)
- 元 EV
- 元 Pro
- 元 Plus（Atto 3）
- 秦
- 秦 EV
- 秦 EV 超能版
- 秦 Pro EV
- 秦 Pro DM
- 秦 Pro 超越版
- 秦 DM-i
- シール（SEAL・海豹）
- ドルフィン（DOLPHIN・海豚）
- e2
- e6
- D1

#### 過去に販売していた車種
- D7M
- D9R
- e5
- ET
- F0
- Flyer
- F2（BYD 213）
- F3 - 2009年2月の中華人民共和国内自動車売上台数トップ
- F3DM - 世界初の量産型プラグインハイブリッドカー
- F3R
- F3e
- F3DM
- F46
- F5
- F6
- F6DM
- F6e
- F8
- G3
- G5
- G6
- I6
- L3
- M3
- M6
- S6
- S8
- T6
- 元

### バス
- C6 - 小型電気バス（マイクロバス）
- C7
- C8
- C9
- J6 - 小型電気バス（日本市場向け車種[37]）
- J7 - 中型電気バス（日本市場向け車種）

#### Kシリーズ
2010年から販売が開始されたリン酸鉄リチウムバッテリーを搭載したBYD初の電気バスシリーズ
- K5 - 小型電気バス（全長6.0 m）
- K6 - 小型電気バス（全長6.5 m）
- K7 - 中型電気バス
  - K7M - 中型電気バス（アメリカ市場向け車種）
- K8 - 大型電気バス（全長10.5 m）
  - K8S - 二階建電気バス
  - K8M - 大型電気バス（全長11.5 mのアメリカ市場向け車種）
- K9 - 大型電気バス（全長12.0 m）
  - K9A
  - K9B
  - K9D
  - K9DA
  - K9F
  - K9FE
  - K9M - 大型電気バス（全長12.0 mのアメリカ市場向け車種）
  - K9R
  - K9RA
- K10B - 空港構内向け大型電気バス
- K11M - 電気連節バス
- K11U - 電気連節バス
- K12A - 電気二連節バス（全長26.8m）

#### Bシリーズ
2020年に販売が開始されたリン酸鉄リチウムブレードバッテリーを搭載したKシリーズのフルモデルチェンジ車種
- B6  - 小型電気バス（全長6.0m）
- B7  - 小型電気バス（全長7.0mのJ6をベースにした中国・香港市場向け車種）
- B8  - 中型電気バス（全長8.0m）
- B10 - 大型電気バス（全長10.5m）
- B12 - 大型電気バス（全長12.0m）
  - B12D - 二階建て電気バス
- B18  - 電気連節バス

### トラック
- T5 - 小型電気トラック
- T7 - 中型電気トラック
- T8 - 大型電気トラック
- T10 - 大型電気トラック
- 8TT - 大型電気トラック（トラクターヘッド）
- Q1M / BYD 8Y - 大型電気トーイングトラクター

### フォークリフト
- RTS15
- ECB16
- ECB16S
- ECB18
- ECB18S
- ECB20
- ECB25
- ECB30
- ECB35
- ECB40
- ECB45
- ECB50
- P20PS - 乗り込み式ハンドパレット
- P20JW - ハンドパレット

## トヨタとの提携

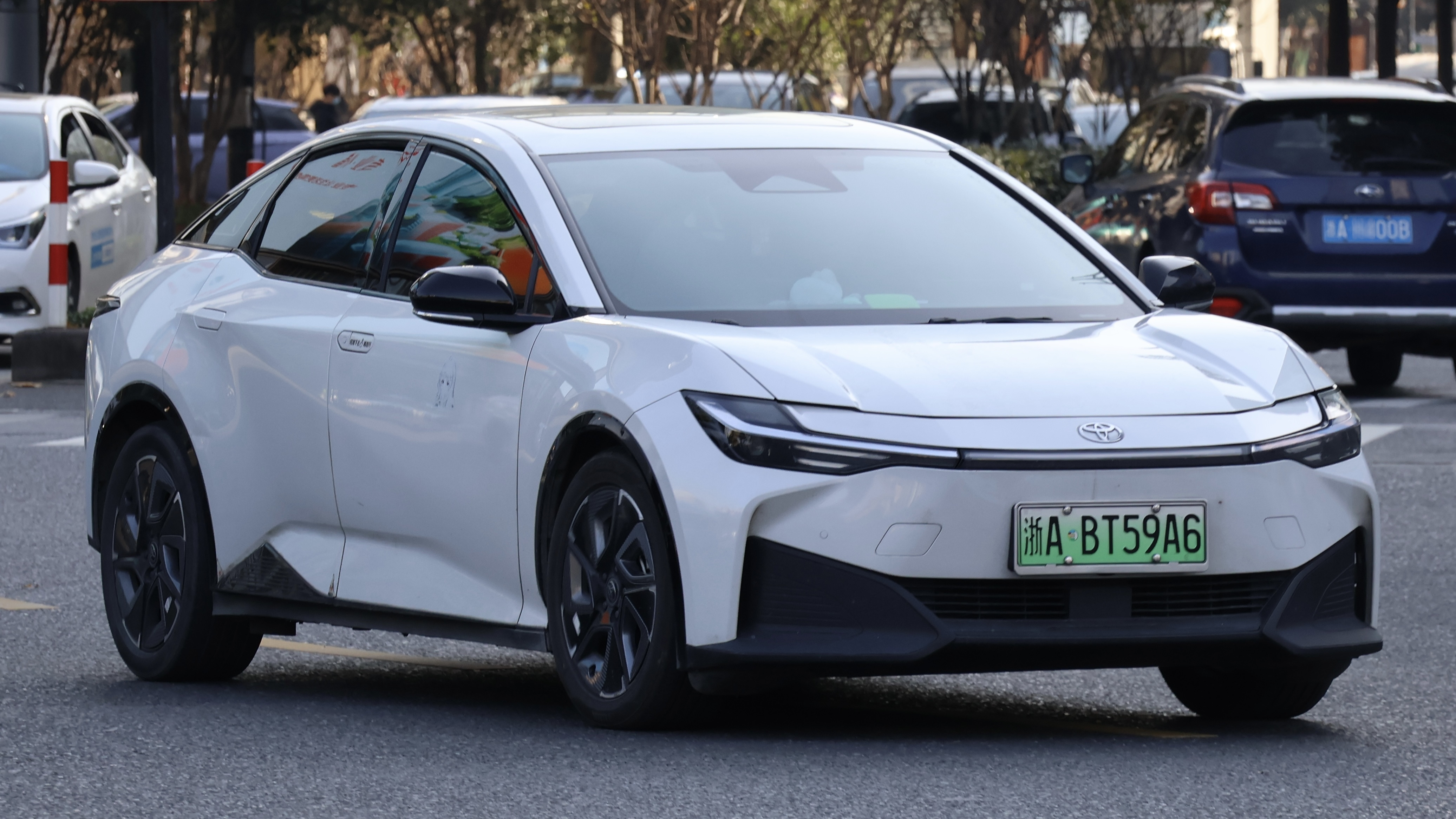
トヨタとBYDの合弁会社が共同開発した電気自動車（トヨタ・bZ3）

2020年、BYDオートはトヨタ自動車と合弁で電気自動車の開発会社「BYD Toyota EV Technology Co., Ltd.（BTET）」を中国に設立した。この取り組みによって、BYDのリチウムイオンバッテリー・モーター技術と、トヨタのe‑TNGAプラットフォームを組み合わせた車種「トヨタ・bZ3」を共同開発し、トヨタの中国合弁会社である一汽トヨタを通じて2023年から中国市場で販売されている。
2024年には共同開発の第2弾となる「bZ3C」が発表され、2025年5月から「トヨタ・bZ5」の名称で中国市場で販売が開始された。

## 日本法人
日本国内では、2005年7月に現地法人「ビーワイディージャパン株式会社」（通常表記は「BYDジャパン」）を設立。最初の日本市場投入車は、後述記載する商用車の大型電気路線バスである。

### バス
2015年（平成27年）に中国車として日本で初めて、京都市内の「プリンセスライン」に大型路線用電気バス「K9」を納入したのを皮切りに、日本国内では同社の電気バスを導入する事業者が増え、日本市場向けのモデルも登場している。2019年（令和元年）には国内初となる観光用電気バスとして「C9」を沖縄県の伊江島観光バスが2台導入。2021年には日本市場で販売する海外メーカーとしては初めて、国土交通省の「標準仕様ノンステップバス認定」をK8が取得し、その後J6も認定を取得している。日本国内での電気バスのシェアは7割に達する。
2021年（令和3年）には日野自動車がBYDからの技術供与の上、J6のOEM車種である小型電気バス「日野・ポンチョZ EV」を2022年（令和4年）春に販売開始すると発表したが、その後品質の作り込みに期間を要していることを理由に2022（令和4）年度中に発売が延期された後、2023年（令和5年）2月16日に日本自動車工業会が自主的に規制している発がん性物質『六価クロム』が使用されている事が判明したため、発売の凍結を発表した。また、ビーワイディージャパン側も六価クロムの使用を認めた上で、乗員乗客及び整備員の人体への影響は無いとした上で、2023年（令和7年）末に発売予定の新型バスには日本自動車工業会の基準に準拠した素材で製造すると発表した。この発表を受けて、同じく中国で製造し、日本で販売する同業他社のアルファバスも部品の一部に六価クロムが使用されていたことを公表するなど、日本国内でこの問題に関する影響が広がり、バス事業者の一部では運行休止や導入延期の対応が採られた。同社の電気バスを保有する岩手県交通などでは、メーカーによる対象部品の無償交換が行われ、安全を確認したうえで運行を再開している。

### フォークリフト
日本では鉛蓄電池を複数搭載したバッテリーフォークリフトが内燃機関式と共に一般的に使用されているが、バス販売に続き、BYDでは3時間の充電で10時間稼働可能なリチウムイオン電池を搭載した電動フォークリフトを2016年（平成28年）から販売している。鉛蓄電池式は導入コストと電池交換コストを低く抑えることができ、当時の市場ではガソリン/ディーゼルやLPGなどの内燃式との2択である中、BYDでは国内メーカーの鉛蓄電池式と同等の価格で購入でき、充電時間の短さとランニングコストが低く抑えられる点が利点であるとしている。2020年7月、BYD製電動フォークリフトの販売・整備などを行うビーワイディージャパンの子会社「BYD FORKLIFT JAPAN株式会社」を設立（本社は群馬県館林市）。

### 乗用車
販売にあたっては各地の販売会社と正規ディーラー契約を結んで全国展開する。アフターサービス業務の支援として自動車部品商社「明治産業」と提携し、正規ディーラーのスタッフに向けたサービス技術トレーニングを同社に委託する。
- 2022年（令和4年）
  - 2月、BEVモデルの e6 を法人向けに発売。
  - 7月4日、乗用車の販売とアフターサービス、およびその関連業務を行うビーワイディージャパンの子会社「BYD Auto Japan株式会社」を横浜市に設立。同月21日、コンパクトカーの DOLPHIN（海豚）、SUVのATTO 3（元 Plus）、ハイエンド e-セダンの SEAL（海豹）の電気自動車3車種を日本で展開することを発表した[61]。

- 2023年（令和5年）
  - 1月31日 - SUVのATTO 3の販売を開始し、同日より日本国内に開店準備室をオープンさせたほか、翌2月2日にはショールームを備えた店舗の日本1号店を神奈川県横浜市緑区にオープンした[62]。同時にカーシェアサービス「エニカ（Anyca）」に加盟し正規ディーラーでATTO 3をシェアカー提供する[63]
  - 9月 - コンパクトカー、ドルフィンの販売を開始。

- 2024年（令和6年）
  - 6月25日 - 4ドアセダンのシールを発売[64]。
  - 4月12日 - 長澤まさみを起用したTVCMならびに各種広告を開始。キャッチコピーは「ありかも、BYD！」[65]「Hello,e-Life!」。
  - 11月29日 - BYDのテクノロジーを紹介する長澤まさみ主演の第二弾TVCM、「知るほど！ありかも、BYD！」を放映開始[66]
- 2025年（令和7年）
  - 4月1日 - ラインナップの見直しと価格改定。ドルフィン標準車を廃止してドルフィンベースラインを新規設定、ドルフィンロングレンジとATTO 3を大幅値下げ[67]
  - 4月15日 - SEALION 7（シーライオン セブン）を発売[68]。
  - 同日、日本国内最長となる走行用バッテリーの10年・30万 kmを補償する「パワーバッテリーSoH延長保証プログラム」を導入[69]。

## ギャラリー

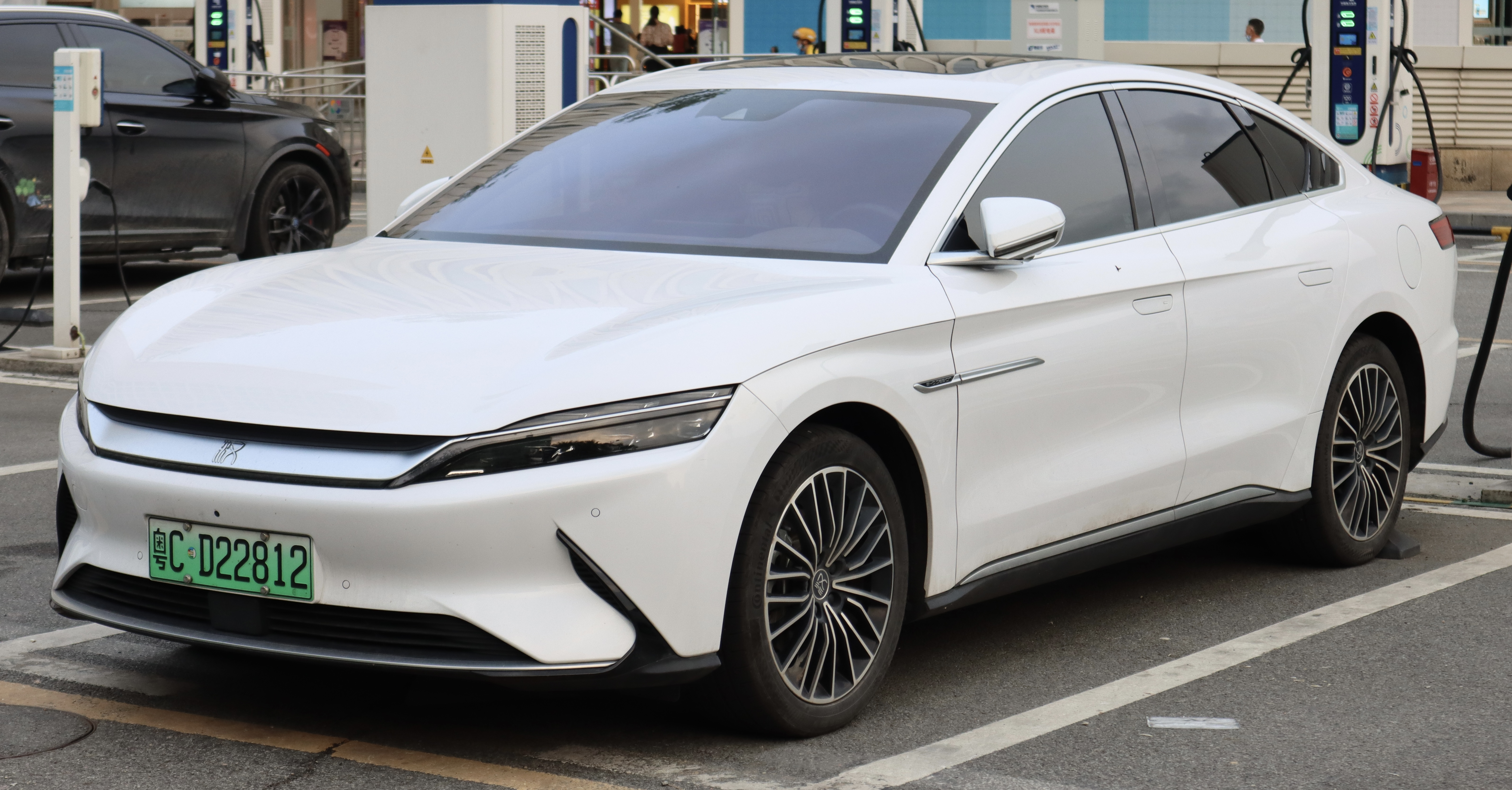
漢(ハン) EV
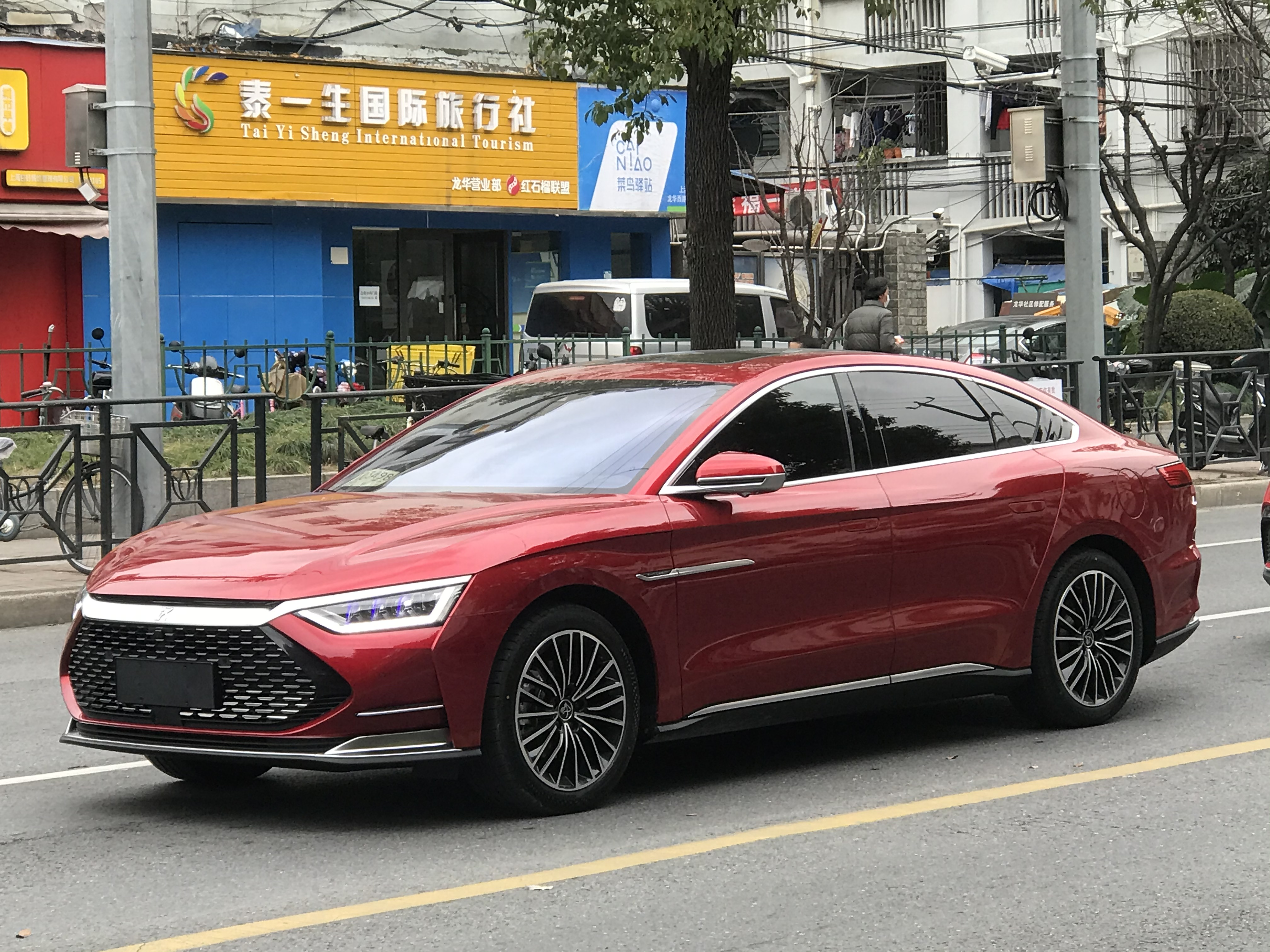
漢(ハン) DM
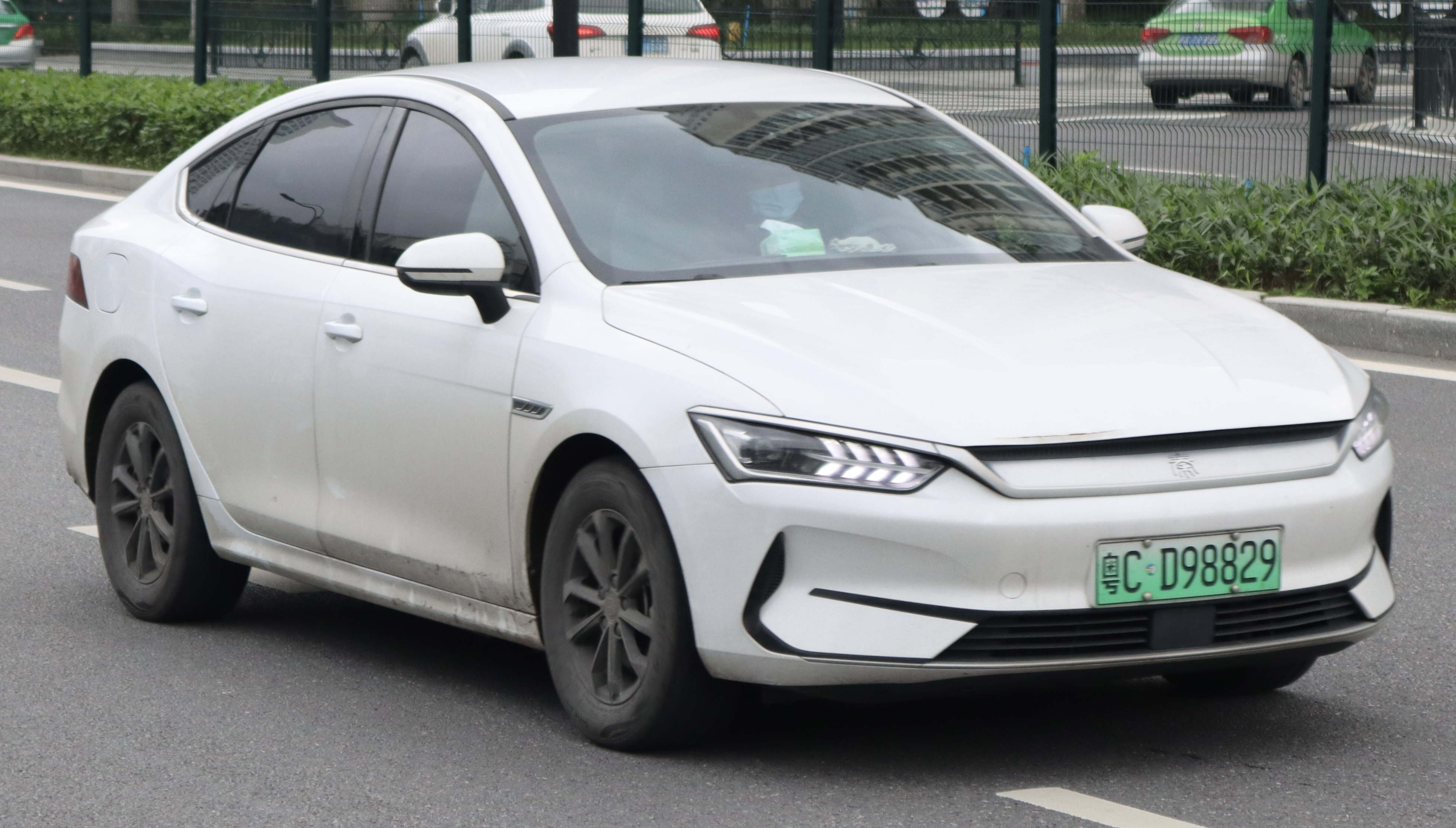
秦(チン) Plus EV
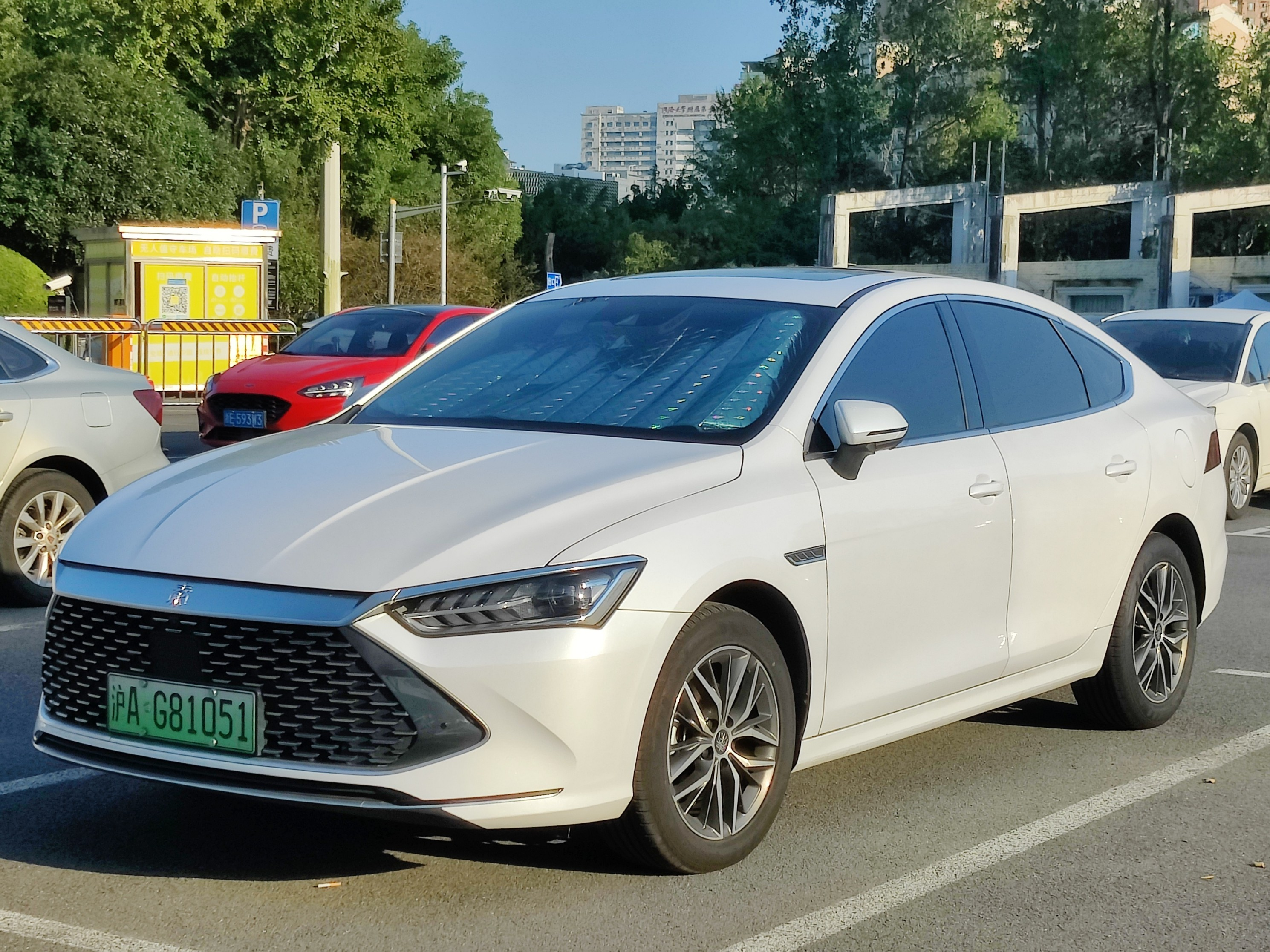
秦(チン) Plus DM-i
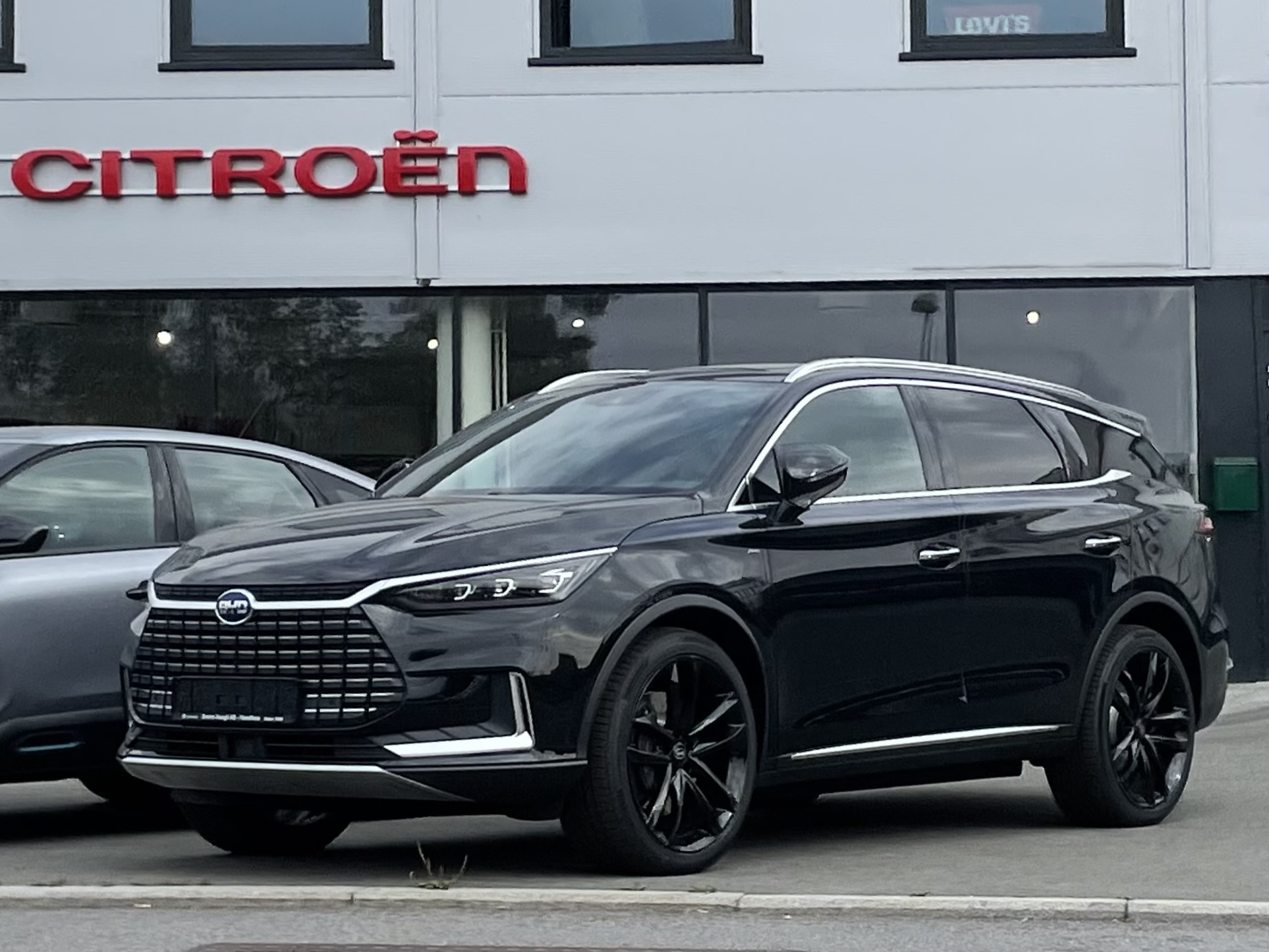
唐(タン) 第2世代
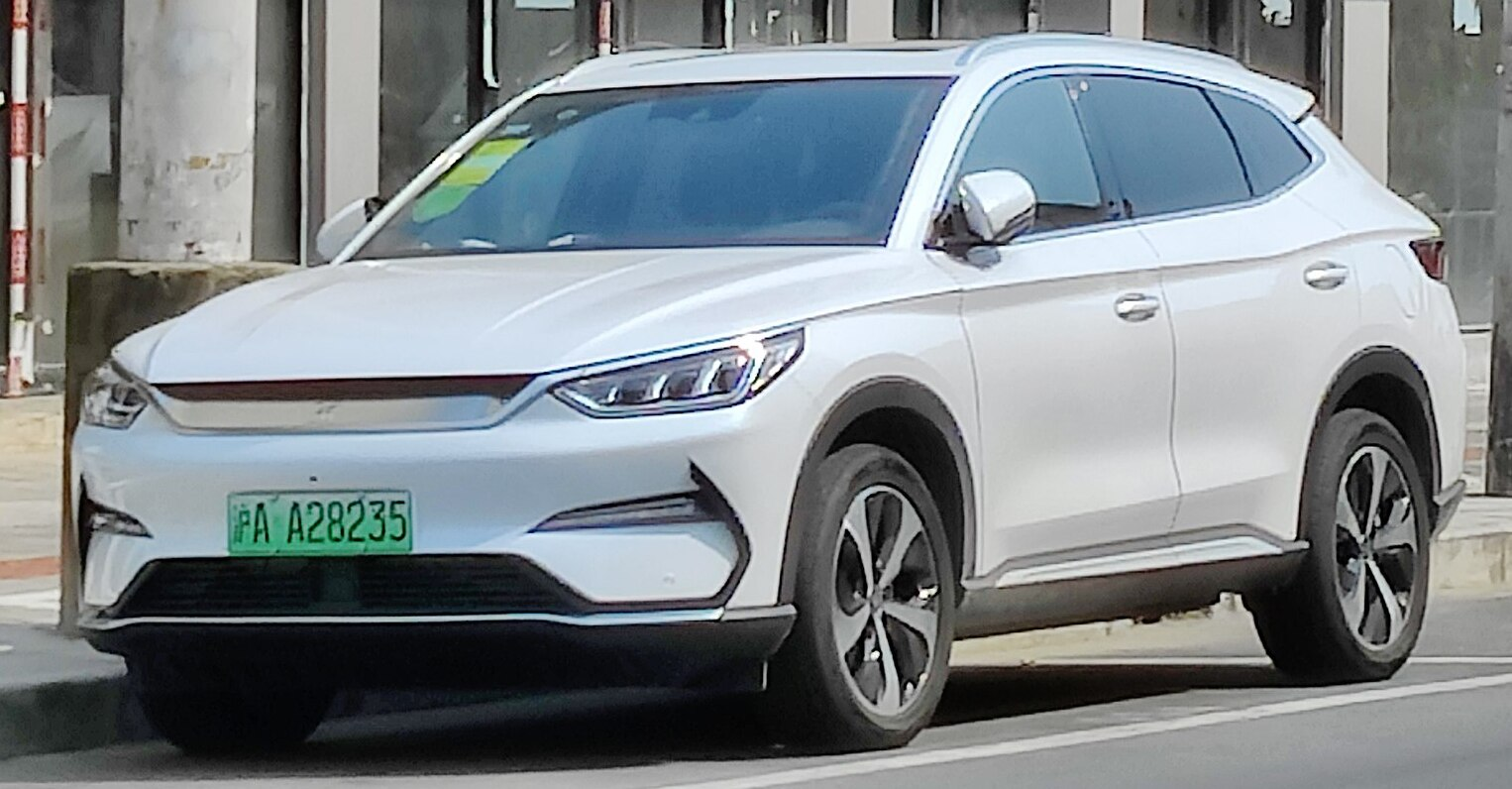
宋(ソン) Plus EV
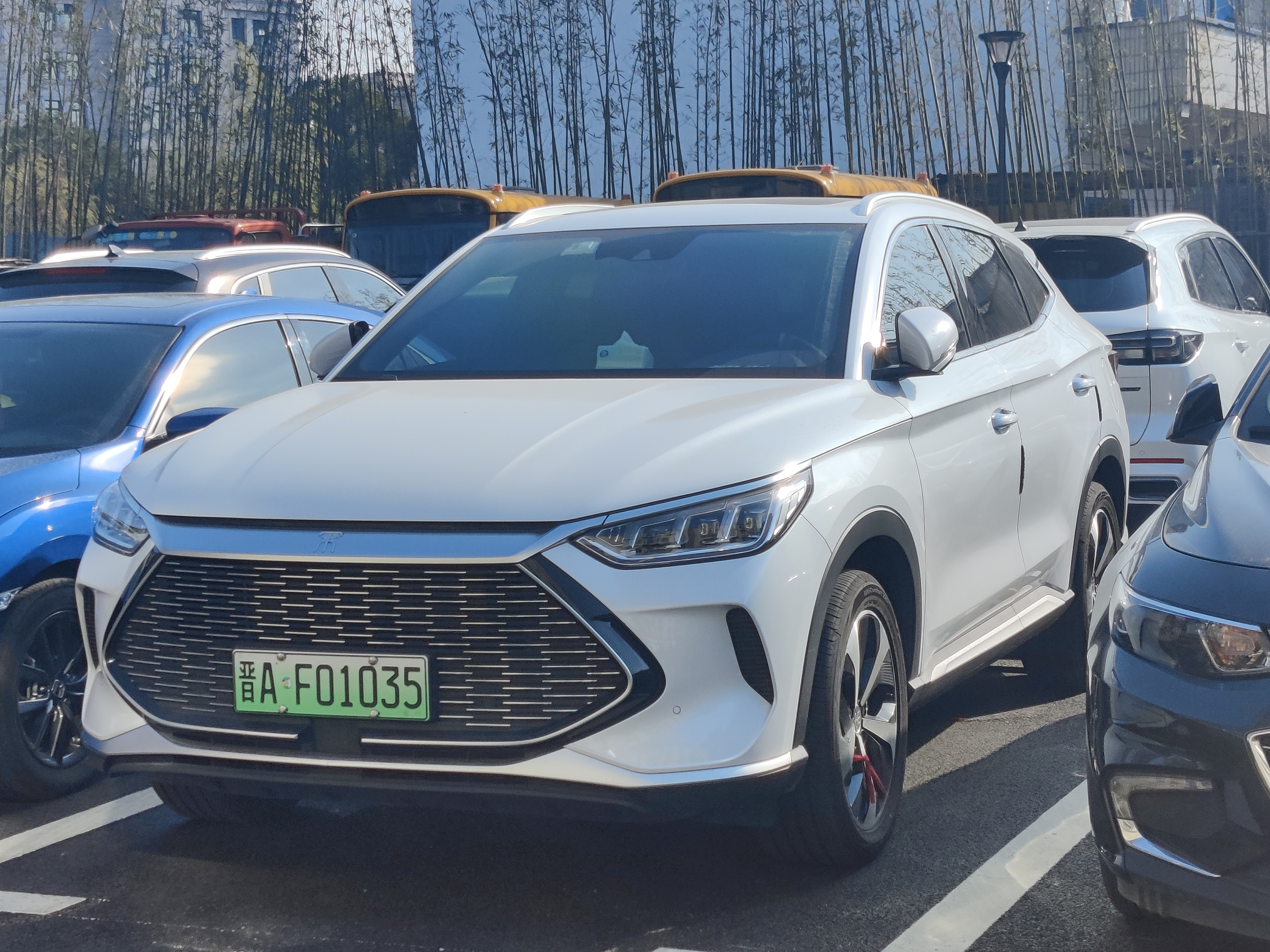
宋(ソン) Plus DM-i
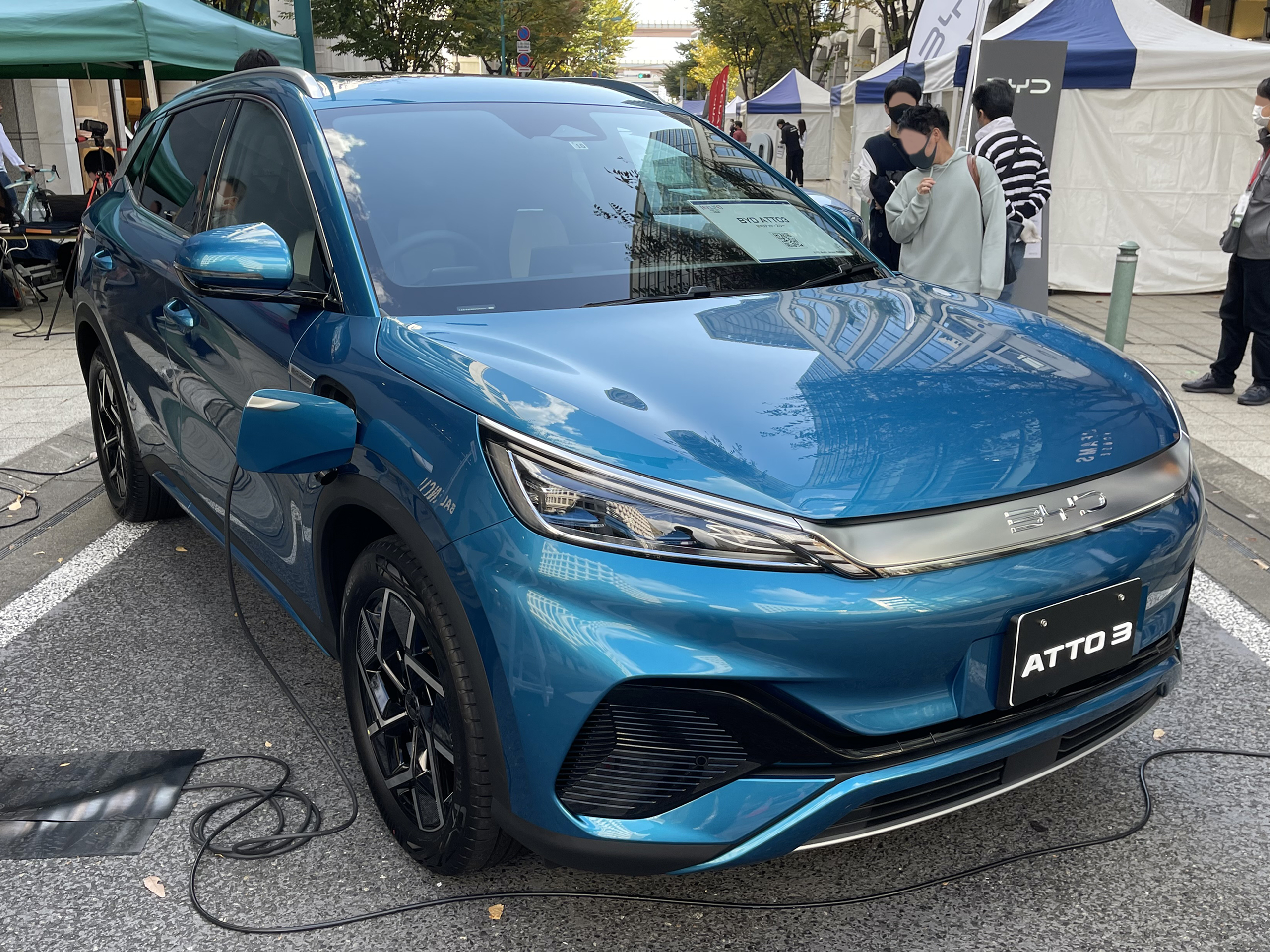
ATTO 3（日本仕様）
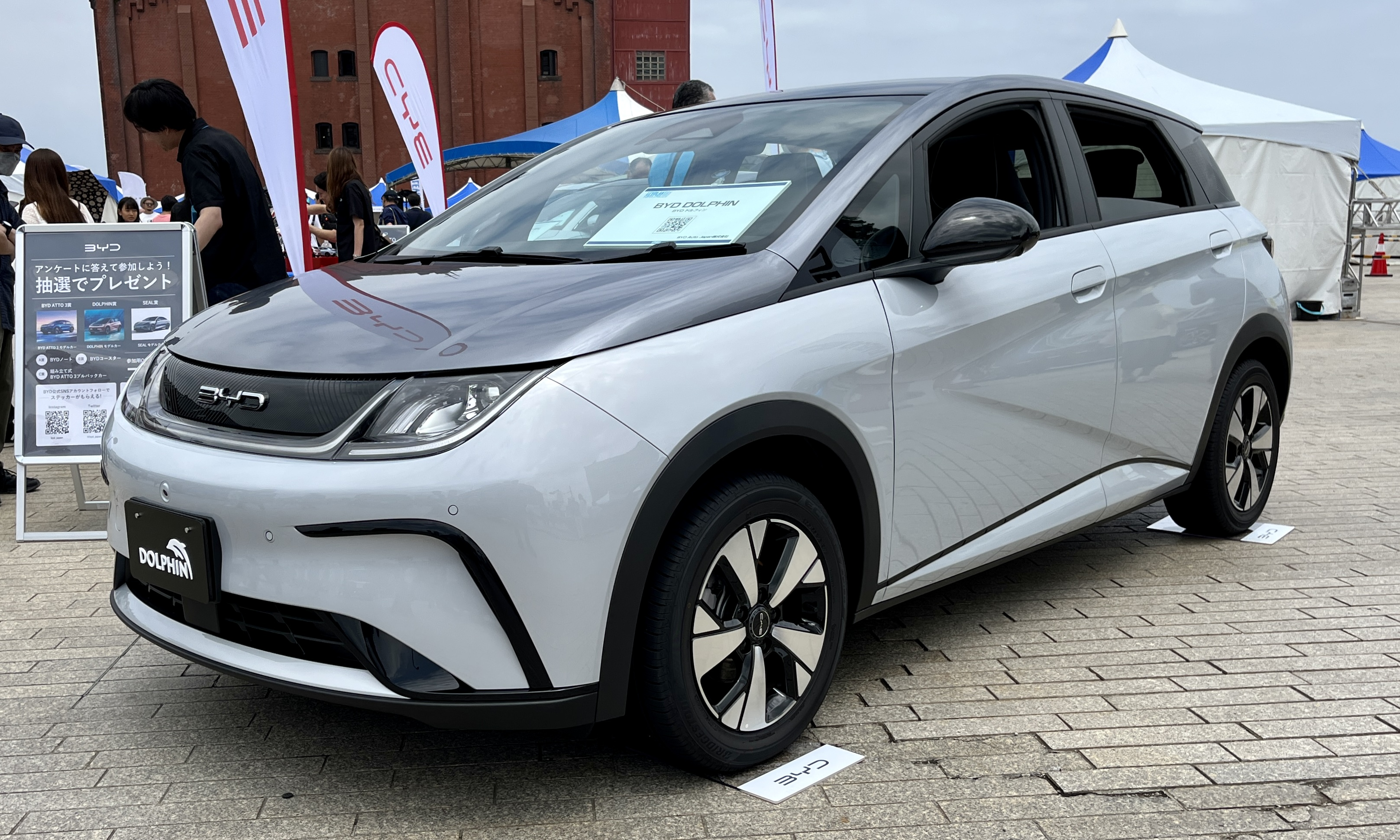
DOLPHIN（日本仕様）
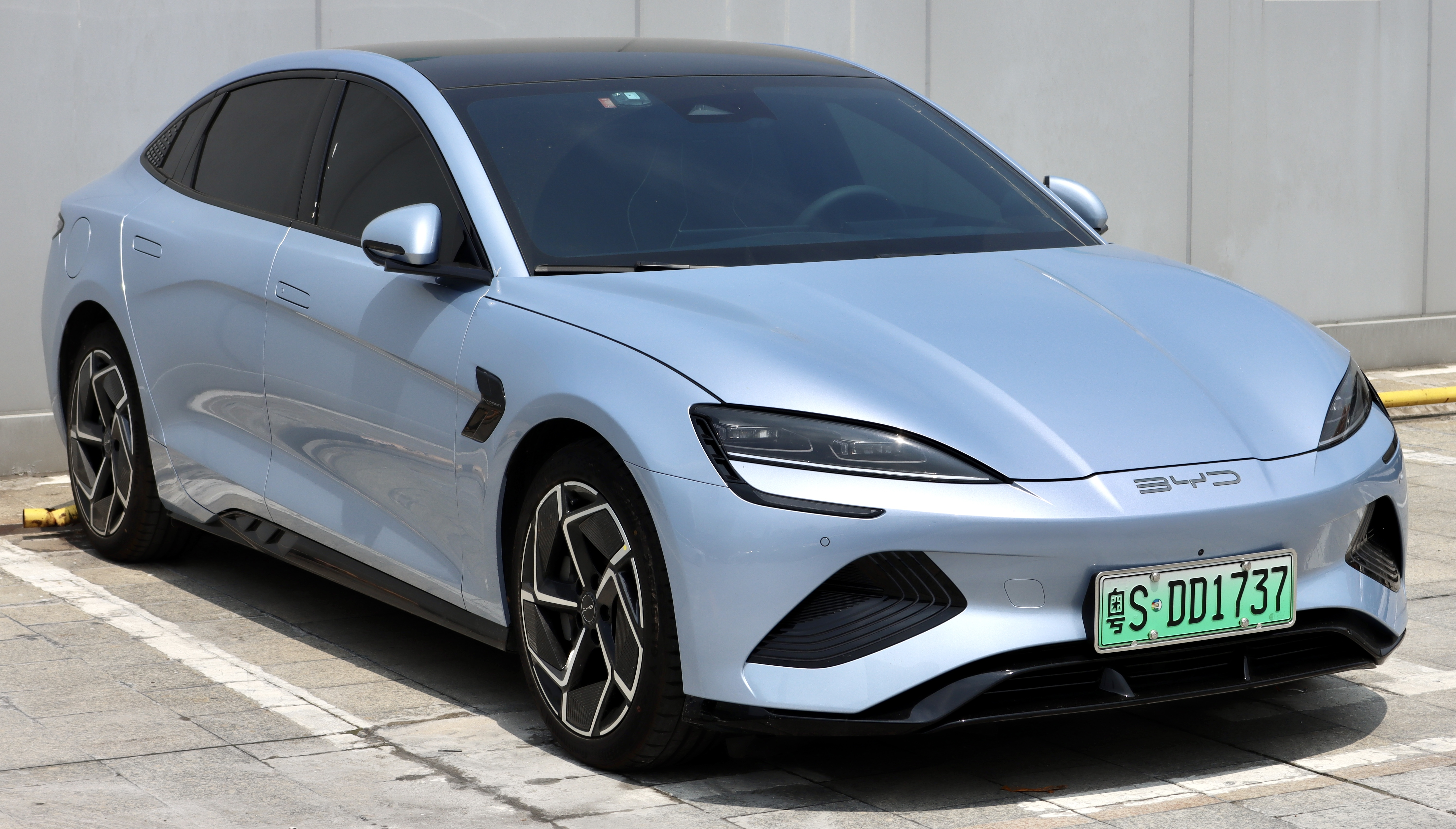
海豹（SEAL）
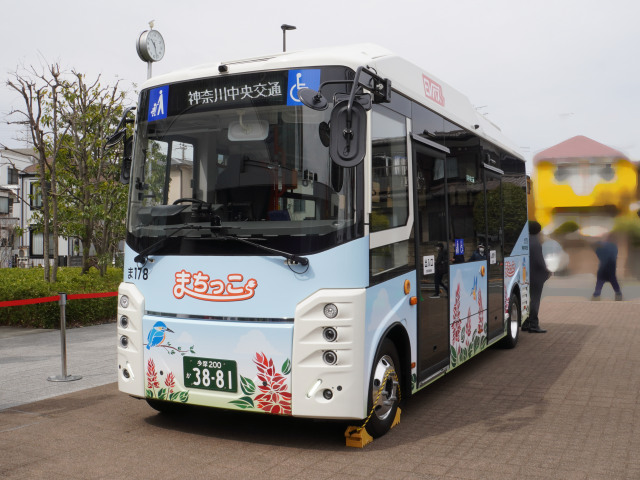
J6（東京・神奈川中央交通のEV小型路線バス）
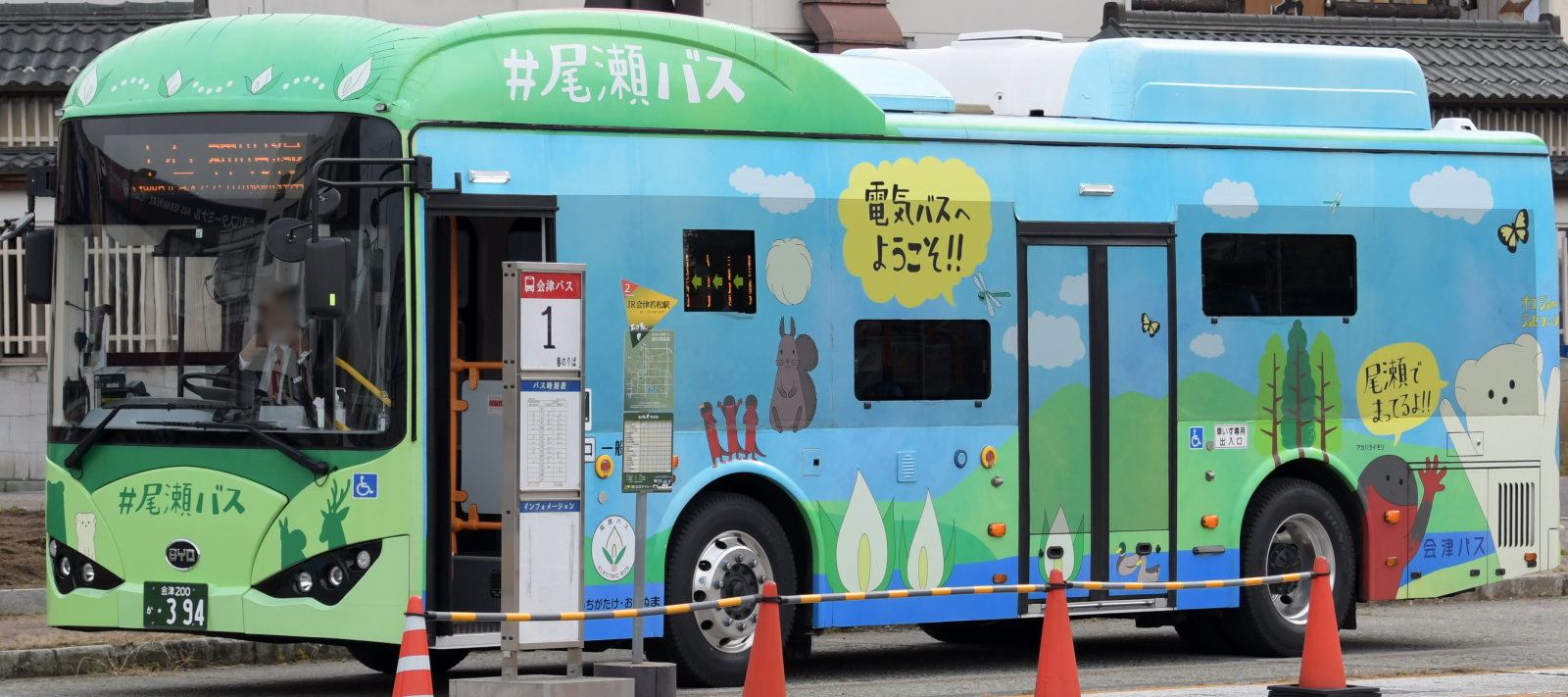
K7（福島・会津乗合自動車のEV中型路線バス）
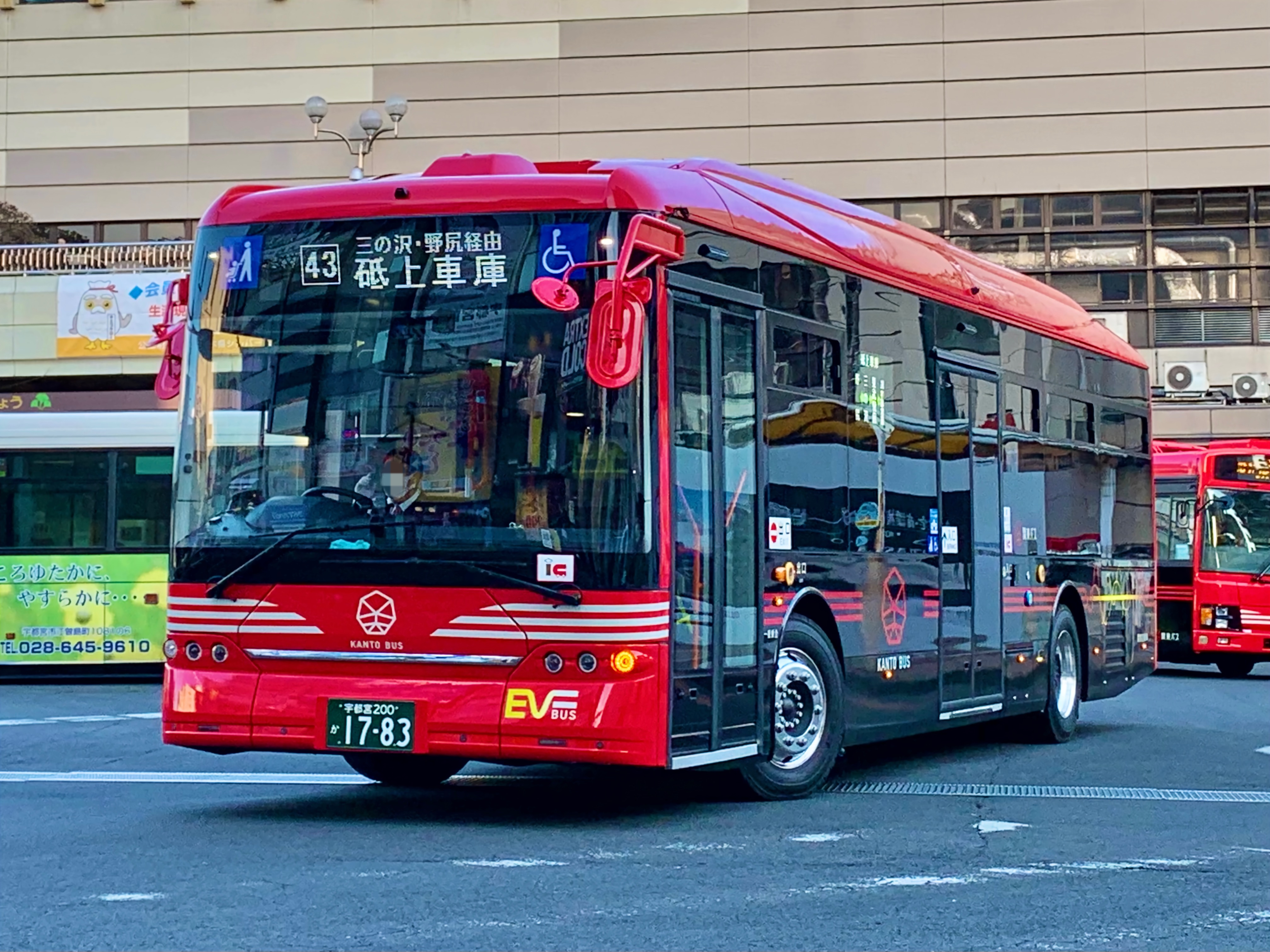
K8（栃木・関東自動車のEV大型路線バス）
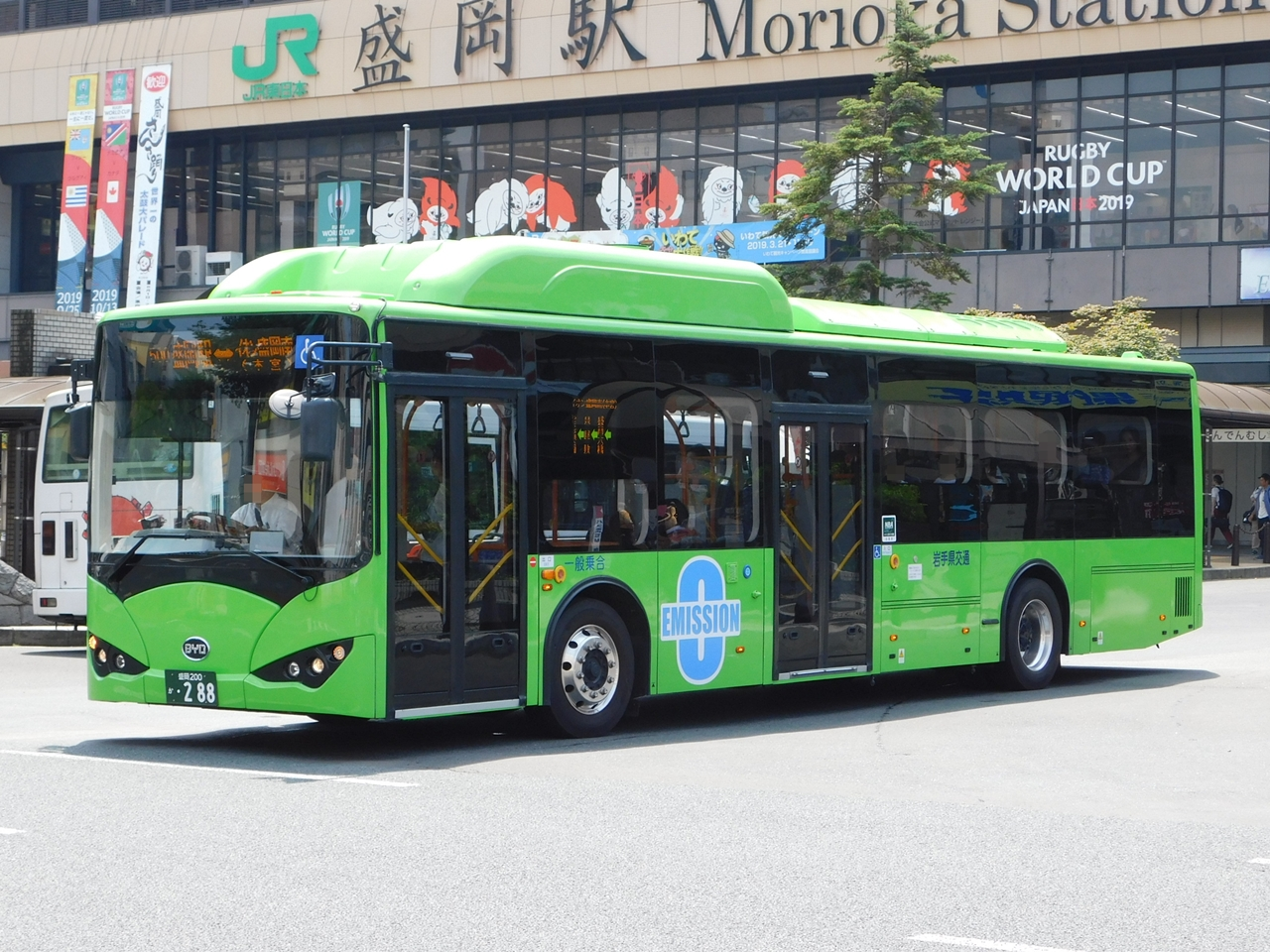
K9（岩手・岩手県交通のEV大型路線バス）
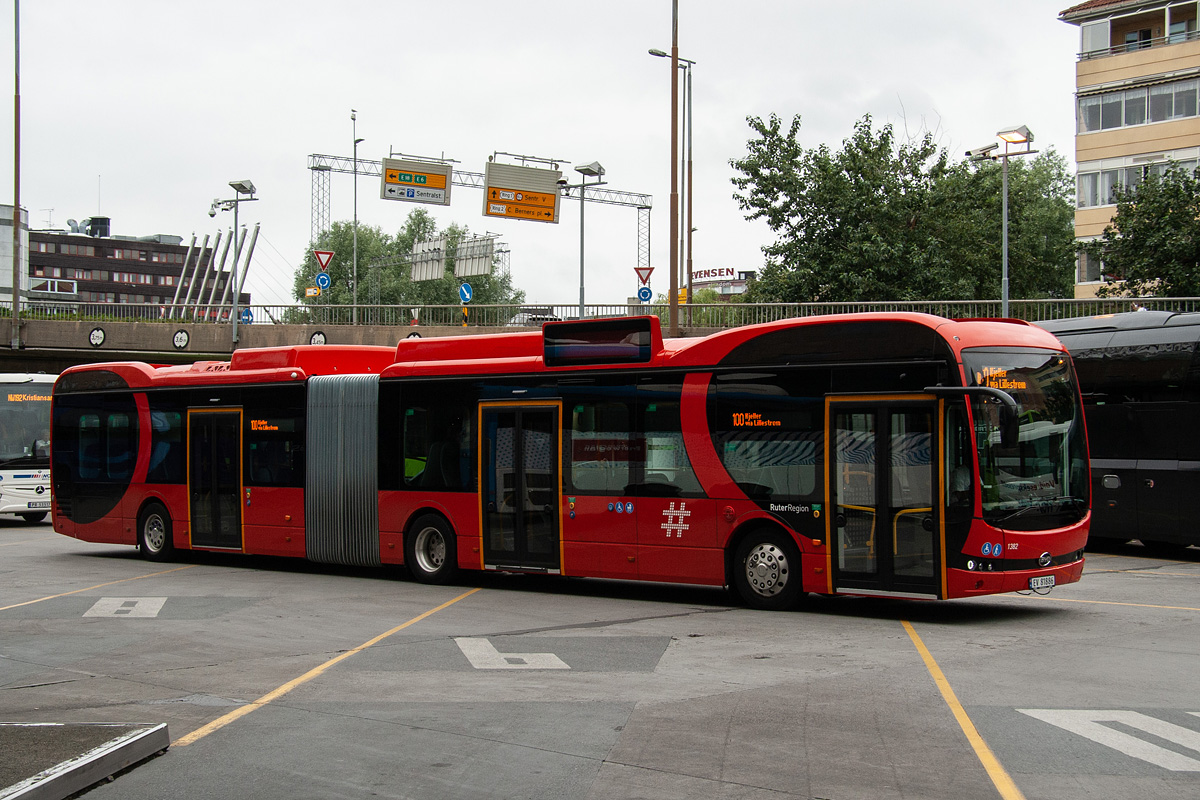
K11U（ノルウェー・オスロのEV連節路線バス）